# Bolometar
Bolometar (grč. βολή: izbačaj; zraka) jest vrlo osjetljiv mjerni instrument za otkrivanje i mjerenje energije zračenja. Mjerno osjetilo bolometra najčešće su platinske trake, a apsorbirana energija zračenja zagrijava ih i mijenja im električni otpor. Njime se mogu izmjeriti promjene temperature od 0,000 1 °C. Bolometar postaje još osjetljiviji kad je ohlađen na temperaturu blisku apsolutnoj nuli i ako se kao mjerna osjetila koriste poluvodiči (Si:P, Ge:Ga) i supravodiči (Al, Sn). Prvi bolometar konstruirao je Samuel Pierpont Langley 1881. Koristi se u spektroskopiji kao detektor ionizirajućeg i neionizirajućeg zračenja, u fizici elementarnih čestica kao detektor čestica, u astronomiji kao detektor infracrvenog zračenja, a njime se traže i nepoznati oblici mase i energije.